# Starke Kundenauthentifizierung
Die Starke Kundenauthentifizierung (englisch Strong Customer Authentication, SCA) ist eine Anforderung der zweiten Zahlungsdiensterichtlinie (Payments Service Directive 2, PSD2), die darauf abzielt, die Sicherheit im elektronischen Zahlungsverkehr zu erhöhen.
Die Anforderungen an die Starke Kundenauthentifizierung gelten für den Europäischen Wirtschaftsraum (EWR) und das Vereinigte Königreich auch nach der Brexit-Übergangszeit. Die Starke Kundenauthentifizierung verpflichtet Banken dazu, bei Zahlungen von Verbrauchern eine zusätzliche Prüfung durchzuführen, um deren Identität zu bestätigen. Dazu werden Banken beim Bezahlvorgang von ihren Kunden eine Kombination von zwei Identifikationsformen verlangen (auch „Zwei-Faktor-Authentisierung“). Beispiele dafür sind unter anderem:
Wissen
Etwas, was sie bereits kennen (wie z. B. ein Passwort oder eine PIN).
Besitz
Etwas, was sie haben (wie z. B. ein Mobiltelefon, ein Kartenlesegerät oder ein anderes Gerät, das durch einen einmaligen Passcode nachgewiesen werden kann).
Inhärenz
Etwas, das sie ausmacht (z. B. ein Fingerabdruck).
Die Starke Kundenauthentifizierung ist für den E-Commerce seit dem 1. Januar 2021 im größten Teil des EWR verpflichtend.